# Dywizja Piechoty Mähren
Dywizja Piechoty Mähren (niem. Infanterie-Division Mähren) – niemiecka dywizja piechoty z czasów II wojny światowej. Jej formowanie rozpoczęto 3 sierpnia 1944 na poligonie Milowitz. 26 sierpnia formowanie wstrzymano, natomiast utworzona część jednostki została wchłonięta przez 565 Dywizję Grenadierów Ludowych.